# Città di Narrogin
La città di Narroginy è una delle 43 Local Government Areas che si trovano nella regione di Wheatbelt, in Australia Occidentale. Essa si estende su di una superficie di circa 13 chilometri quadrati ed ha una popolazione di 4.238 abitanti. Nel 1999 e nel 2004 si tennero due referendum che proponevano di unificare la  città di Narrogin con la contea di Narrogin, ma in entrambe le occasioni prevalsero i voti contrari.